# Eucalyptus ornata
Eucalyptus ornata là một loài thực vật có hoa trong Họ Đào kim nương. Loài này được Crisp mô tả khoa học đầu tiên năm 1984.